# Reine du vin

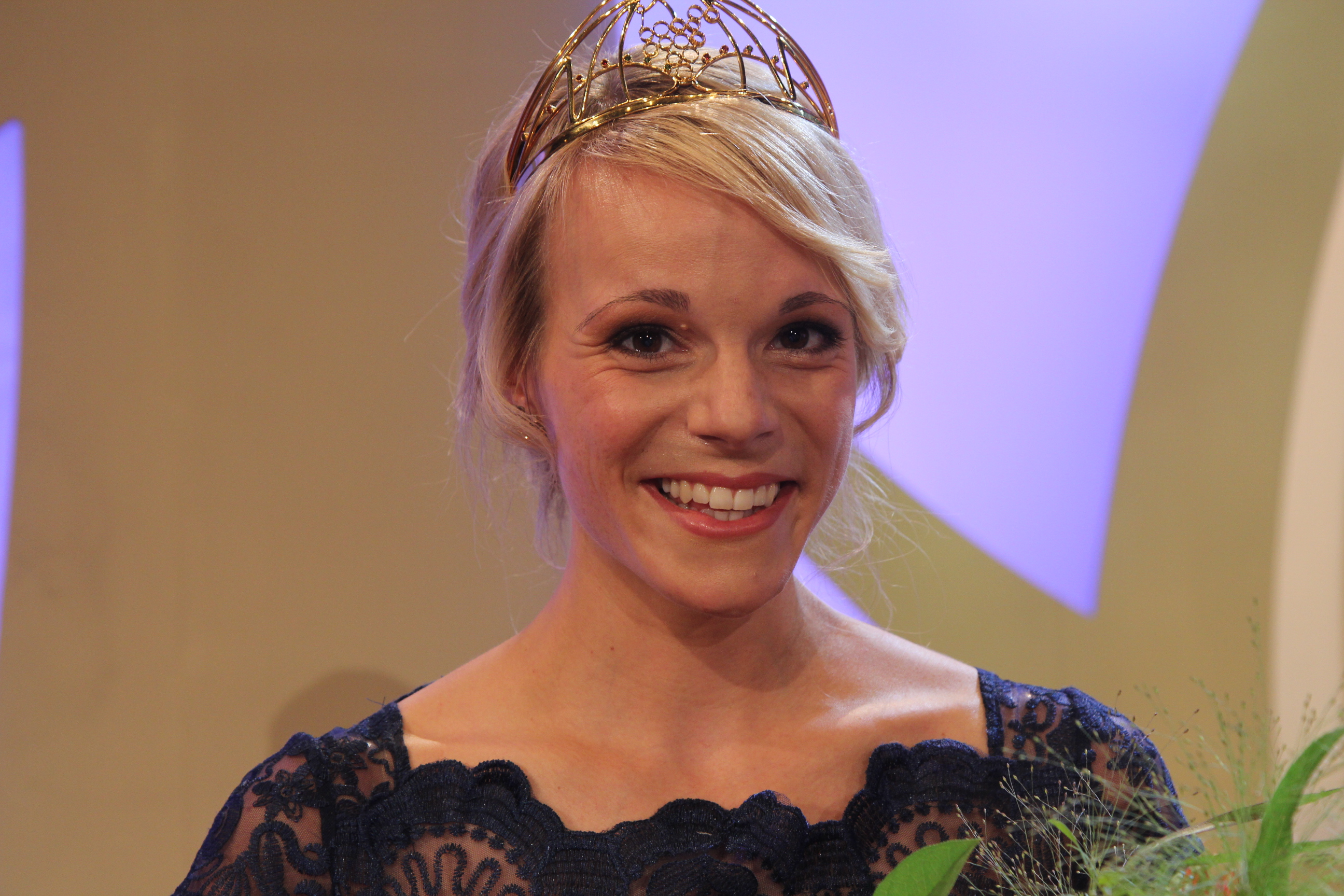
Reine du vin 2017/2018 : Katharina Staab

La Reine du vin est une personne qui pendant une année est l’ambassadrice de charme des vins allemands, en Allemagne et dans le monde.  

## Histoire
L’Institut des vins allemands (Deutsches Weininstitut) a été créé en 1949 pour remonter l'industrie du vin qui était mal en point. La même année, est proposé d’élire une « Reine du vin ». L’idée n'est pas nouvelle, il y a eu des « Reines des vendanges » bien avant, mais c'est la première fois qu’il y a une ambassadrice pour tout le vin allemand. 
Jusqu'en 2022, il y a eu 74 reines élues.
Après leur élection — à l’apogée de la Fête des Vendanges — une grande parade des viticulteurs se tient à Neustadt an der Weinstraße. Tous les ans cet évènement attire plus de 100 000 visiteurs qui viennent admirer les chars, les groupes de musiciens, la Reine du Vin et sa cour nouvellement élues.